# شيء في صدري (فلم)
شيء في صدري هو فيلم مصري عرض عام 1971، بطولة رشدي أباظة وماجدة الخطيب وهدى سلطان وشكري سرحان، ومن إخراج كمال الشيخ، الفيلم مأخوذ عن رواية شيء في صدري للكاتب إحسان عبد القدوس.

## قصة الفيلم
حسين باشا شاكر، المتسلق إحدى قمم السلطة. في صراع العنيف مع الحكومة. وذلك بتعاونه مع المستعمر الإنجليزى، ومحاولة فرض نفوذه السياسي على أقرانه، يحاول السيطرة على أحد أقرانه محمد أفندي السيد ولا يستطيع أن يطويه تحت رايته، للندية والوطنية الجارفة لدى محمد أفندي، ولا تكتمل لذة الباشا بالسيطرة عليه، فيتوقف حلمه القديم عندما يعلم بموت زميل الدراسة محمد أفندي، لكن شهوة السيطرة وحب التملك وإغواءات السلطة، تفرض على حسين باشا أن يمد نفوذه وسلطانه إلى الأسرة، حتى يطفئ النار المشتعلة بداخله، فالزوجة والابنة وجارها الذي يحب بنت محمد، والخال يصبحون محور حياته ومحاولة فرض سلطانه، ينال الباشا الأسرة، ليسلط عليها إحدى معارفه التي تحاول أن تضعف تلك الأسرة، وتلف رأس الأم بمدى إعجاب الباشا بها وبجمالها وتطلعه إلى الزواج منها، حتى تسقط الأم، لكن الباشا لا يفلح مع الابنة، التي يجد فيها نموذج الأب محمد ولا ينالها رغم أنه أبعد عنها خطيبها، وحاول الاعتداء عليها، ويظل شبح الأب يضيق به في مخيلته .. يطارده ليتحول إلى الأم وينال منها.

## طاقم التمثيل
- رشدي أباظة: (حسين باشا شاكر)
- ماجدة الخطيب: (خيرية)
- هدى سلطان: (تفيدة)
- شكري سرحان: (محمد أفندي السيد - ضيف شرف)
- صلاح منصور: (عبد العظيم)
- حسن مصطفى: (إسماعيل)
- ياسمين: (هدى)
- خالد فهمي: (عادل)
- عزيزة راشد
- نعيمة الصغير
- عزة فؤاد
- محمود رشاد
- علي عز الدين
- عزة شريف: (راقصة)
- إلهامي فايد: (الصاغ أحمد رفعت)
- يحيى سعد
- سعد منيب: (حسين باشا شاكر - شابا)

## فريق العمل
- إخراج: كمال الشيخ
- قصة: إحسان عبد القدوس
- سيناريو وحوار: رأفت الميهي
- مدير التصوير: عبد الحليم نصر
- مونتاج: حسنوف
- إنتاج: أفلام رمسيس نجيب
- توزيع داخلي: أفريكور
- توزيع خارجي: وكالة الجاعوني

## وصلات خارجية
- مقالات تستعمل روابط فنية بلا صلة مع ويكي بيانات